# Tamzin Merchant
Tamzin Claire Merchant (Haywards Heath, 4 de março de 1987) é uma atriz, escritora e diretora britânica nascida na Inglaterra, mais conhecida por interpretar Catarina Howard em The Tudors, Anne Hale em Salem e Georgiana Darcy no filme Pride & Prejudice (2005)

## Carreira
Seu primeiro papel foi o de Georgiana Darcy na adaptação de 2005 Orgulho e Preconceito, que conseguiu após escrever uma carta para o diretor de elenco explicando como era perfeita para o papel. Embora tenha feito uma pausa na carreira para estudar no Homerton College, Tamzin continuou a trabalhar no cinema e na televisão com projetos como Jane Eyre (2011).
Em 2009, apareceu no último episódio da terceira temporada de The Tudors como Catarina Howard, tornando-se recorrente na quarta temporada. No mesmo ano, foi escalada para o papel de Daenerys Targaryen em Game of Thrones e gravou o episódio piloto, mas foi substituída por Emilia Clarke.
Em 2012, atuou como Rosa Bud na minissérie da BBC Two O Mistério de Edwin Drood, que é uma adaptação do livro de mesmo nome de Charles Dickens.
Atualmente, desempenha o papel principal de Anne Hale em Salem.

## Vida pessoal
Tamzin Merchant nasceu na Inglaterra, mas passou parte de sua infância em Dubai. Foi educada na Windlesham House School e no Brighton College. Planejou estudar na Universidade de Nottingham, mas mudou de ideia quando foi lançada em Orgulho e Preconceito (2005) um ano antes de terminar seus A-Levels. Após adiar duas vezes vagas nas universidades para se concentrar em sua carreira de atriz, ela foi uma estudante na Homerton College, Cambridge.
Gosta de escrever poesia e a "Platforms Magazine" publicou seus poemas Where Does Revenge Stop? e Ode to a Toilet.
É uma patrona da Build Africa.
Namorou o ator Freddie Fox por dois anos. O relacionamento terminou em 2013.

## Filmografia
| Ano       | Título                              | Personagem                | Nota                                                       |
| --------- | ----------------------------------- | ------------------------- | ---------------------------------------------------------- |
| 2017      | Supergirl                           | Lyra                      |                                                            |
| 2015      | The Messenger                       | Sarah                     |                                                            |
| 2015      | Dragonheart 3: The Sorcerer's Curse | Rhonu                     | Diretamente em vídeo                                       |
| 2015      | Let Me Down Easy                    | Adah                      | Curta-metragem                                             |
| 2014      | Belle & Sebastian: Nobody's Empire  | –                         | Videoclipe                                                 |
| 2014      | Copenhagen                          | Sandra                    |                                                            |
| 2014–2017 | Salem                               | Anne Hale                 | Elenco Principal                                           |
| 2013      | Murder on the Home Front            | Molly Cooper              | Telefilme                                                  |
| 2012      | O Mistério de Edwin Drood           | Rosa Bud                  | Minissérie de 2 episódios                                  |
| 2011      | DCI Banks                           | Miranda Aspern            | Temporada 2, Episódios 1 e 2                               |
| 2011      | Red Faction: Origins                | Lyra                      | Telefilme                                                  |
| 2011      | Jane Eyre                           | Mary Rivers               |                                                            |
| 2009–2010 | The Tudors                          | Catarina Howard           | Temporada 3, Episódio 8 Temporada 4, Episódios 2, 3, 4 e 5 |
| 2009      | Princess Kaiulani                   | Alice Davies              |                                                            |
| 2008      | Bonekickers                         | Helena                    | Episódio 1                                                 |
| 2008      | Radio Cape Cod                      | Anna                      |                                                            |
| 2006      | Casualty 1906                       | Probacionista de Eastwood | Telefilme                                                  |
| 2006      | The Good Housekeeping Guide         | Sara Fox                  | Telefilme                                                  |
| 2005      | My Family and Other Animals         | Margot Durrell            | Telefilme                                                  |
| 2005      | Orgulho e Preconceito               | Georgiana Darcy           |                                                            |